# الخطوط الجوية النيجيرية الرحلة 357
كانت رحلة الخطوط الجوية النيجيرية رقم 357 رحلة ركاب داخلية مجدولة من مطار يولا في مدينة يولا إلى مطار مورتالا محمد الدولي في لاغوس، مع توقفين في مطار ياكوبو غون في جوس ومطار كادونا الدولي في كادونا. في 13 نوفمبر 1995، وخلال المرحلة الثانية من الرحلة من جوس إلى كادونا، تعرضت طائرة بوينغ 737-2F9 لحادث تجاوز المدرج في مطار كادونا، مما أدى إلى اندلاع حريق دمّر الطائرة. نجا جميع أفراد الطاقم البالغ عددهم 14، في حين لقي 11 راكبًا من أصل 124 مصرعهم.

## خلفية
كانت الطائرة من طراز بوينغ 737-2F9 وتحمل رمز التسجيل النيجيري 5N-AUA. كانت مجهزة بمحركين من نوع برات آند ويتني كندا. صُنعت في 14 أكتوبر 1982 في مدينة رينتون بالولايات المتحدة الأمريكية، وتحمل رقم تصنيع 22985، وأجرت أول رحلة لها في 11 فبراير 1983. بلغ إجمالي ساعات الطيران لجسم الطائرة 22,375.40 ساعة.